# Robbins Burling
Robbins Burling est un anthropologue et linguiste américain né le 18 avril 1926 à Minneapolis et mort le 7 janvier 2021.